# Riedelia exalata
Riedelia exalata är en enhjärtbladig växtart som beskrevs av Theodoric Valeton. Riedelia exalata ingår i släktet Riedelia och familjen Zingiberaceae. Inga underarter finns listade i Catalogue of Life.